# Chloriona dorsata
Chloriona dorsata är en insektsart som beskrevs av Edwards 1898. Chloriona dorsata ingår i släktet Chloriona och familjen sporrstritar. Arten är reproducerande i Sverige. Inga underarter finns listade i Catalogue of Life.